# Iaroslav Antonov
Iaroslav Viktorovitch Antonov (en russe : Оле́г Ви́кторович Анто́нов) est un ancien joueur désormais entraîneur soviétique puis russe de volley-ball né le 10 janvier 1963 à Novossibirsk (oblast de Novossibirsk, alors en URSS). Il mesure 1,98 m et jouait attaquant. Il est international soviétique.

## Biographie
Il est le frère cadet d'Oleg Viktorovitch Antonov, également joueur soviétique et russe de volley-ball, et le père d'Oleg Antonov, joueur international italien de volley-ball.

## Clubs

### Joueur
| Club                 | De        | À         |
| -------------------- | --------- | --------- |
| Dinamo Moscou        | 1982-1983 | 1984-1985 |
| CSKA Moscou          | 1985-1986 | 1990-1991 |
| Pallavolo Brescia    | 1991-1992 | 1991-1992 |
| AS Pianos Ktisifias  | 1992-1993 | 1993-1994 |
| Samia Vicence Volley | 1994-1995 | 1995-1996 |
| Videx Grottazzolina  | 1996-1997 | 1997-1998 |
| Pallavolo Parme      | 1998-1999 | 1998-1999 |

### Entraîneur
| Club                      | De        | À         |
| ------------------------- | --------- | --------- |
| Dinamo Moscou             | 2004-2005 | 2008-2009 |
| Dynamo-Yantar Kaliningrad | 2009-2010 | 2009-2010 |
| Oural Oufa                | 2011-2012 | ...       |

## Palmarès

### Joueur

#### Club et équipe nationale
- Jeux olympiques
  - Finaliste : 1988
- Championnat du monde
  - Finaliste : 1986
- Coupe du monde
  - Finaliste : 1985
- Championnats d'Europe (2)
  - Vainqueur : 1985, 1987
- Championnat du monde des clubs
  - Finaliste : 1989
- Coupe des champions (5)
  - Vainqueur : 1986, 1987, 1988, 1989, 1991
- Coupe des Coupes (1)
  - Vainqueur : 1985
- Championnat d'URSS (6)
  - Vainqueur : 1986, 1987, 1989, 1990, 1990, 1991
  - Finaliste : 1984, 1985

#### Distinctions individuelles
- Meilleur joueur de la Coupe du monde 1985

### Entraîneur
- Ligue des champions
  - Finaliste : 2010
- Challenge Cup
  - Finaliste : 2013
- Championnat de Russie
  - Finaliste : 2011, 2013
- Supercoupe de Russie (1)
  - Vainqueur : 2009